# Jorimasa Minamoto

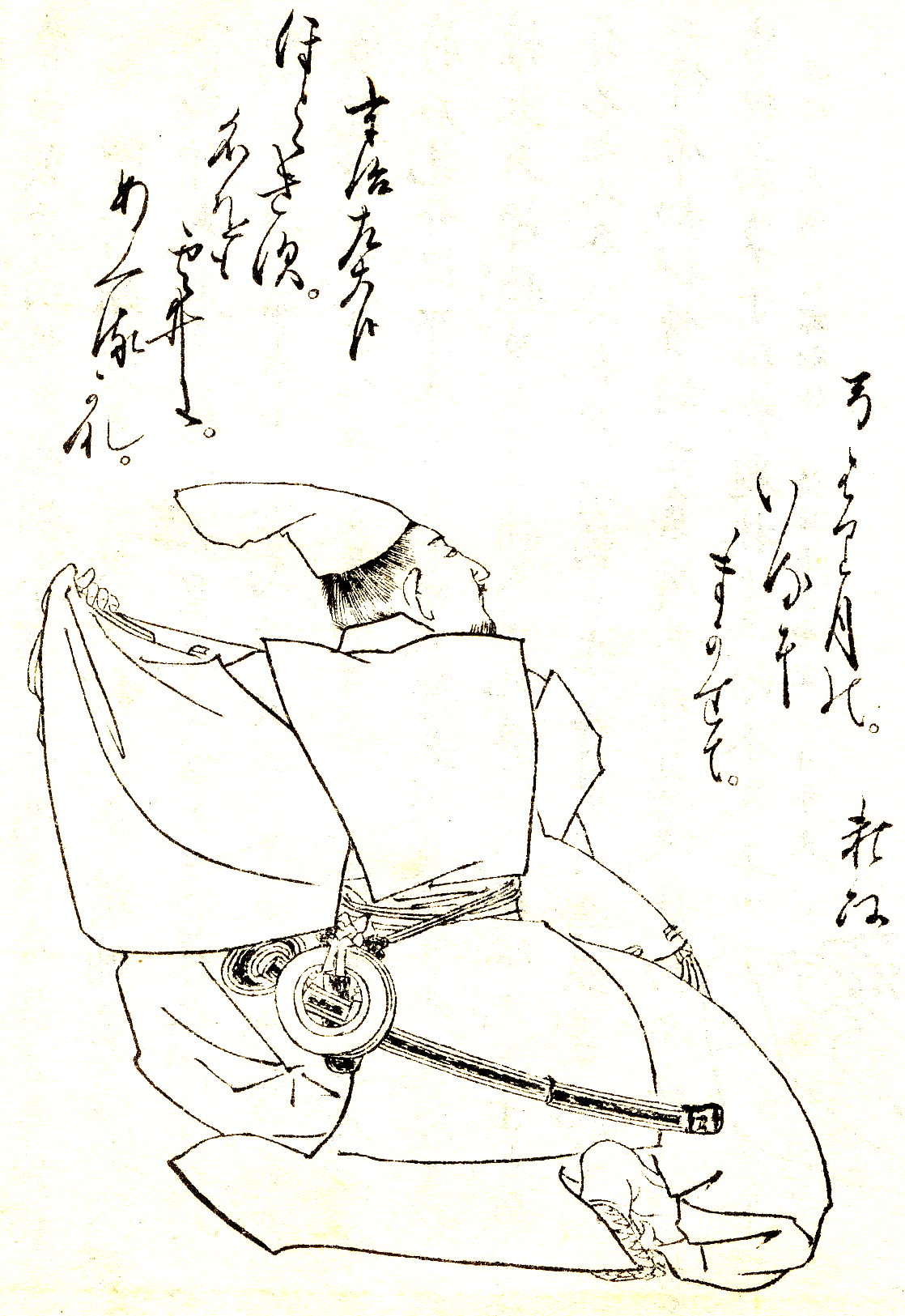
Jorimasa Minamoto

Jorimasa Minamoto (též Minamoto no Jorimasa, japonsky 源 頼政; 1106-1180) byl japonský samurajský velitel z rodu Minamoto za Genpeiské války. Jorimasa proslul jako samuraj i jako básník a těšil se velké oblibě u císařského dvora, neboť prý šípem zastřelil příšeru, která terorizovala palác. Podobně jako Kijomori Taira se i on postavil na odpor mnišským vojskům. Pak si však získal jejich obdiv, když vzdal velkou úctu mikoši, posvátné přenosné svatyni, o níž se věřilo, že v ní dlí božstvo: „Tehdy Jorimasa v mžiku seskočil z koně, sňal přilbu, vypláchl si ústa vodou a obřadnou poklonou projevil pokornou úctu posvátnému symbolu. Všech jeho tři sta vazalů poté následovalo jeho příkladu.“
Když mniši zaznamenali přítomnost váženého (a zdvořilého) Jorimasy a jeho poměrně malé armády, chvíli váhali s útokem a pak se rozhodli zaútočit na jinou městskou bránu. Tam na ně již nečekal žádný diplomatický generál, ale samurajové na koních, kteří je zasypali krupobitím šípů.
V roce 1180 se Jorimasa postavil na stranu pretendenta na císařský trůn, prince Močihita, který byl protikandidátem Antokua, vnuka generála Kijomoriho Tairy. Jeho hlavními spojenci přitom byli bojovní mniši z Nary a z chrámu Miidera u Kjóta. Kijomori Taira však Jorimasovo spiknutí odhalil a poslal svého syna, Tomomoriho Tairu, aby ho zatkl. Jorimasa, doprovázený mnichy z Miidery, rychle uprchl z Kjóta, aby se na jihu spojil s mnichy z Nary. Hlavní překážkou na cestě mezi Kjótem a Narou byla řeka Udži a Jorimasa, pronásledovaný příslušníky rodu Taira, se rozhodl přenocovat na jejím jižním břehu. Jeho muži pro jistotu vytrhali prkna z mostu, aby pronásledovatele zastavili, a všichni se chystali za úsvitu pokračovat v pochodu do Nary. Až do této chvíle si Jorimasa vedl jako velitel naprosto skvěle. To, že se rozhodl využít široké řeky Udži jako dělicího pásu mezi sebou a pronásledovateli, bylo rozumným a taktickým krokem. jistě však nepředpokládal, že Tomomori Taira je odhodlán potlačit jeho vzpouru za každou cenu a že za svítání samurajové z rodu Taira vjedou na zbořený most. Netušili sice, že z něj byla odstraněna prkna, a mnozí se proto pádem zabili, další si však začali razit cestu po zbytcích mostní konstrukce. Mezi nimi a ustupujícím zadním vojem mnišských vojsk z Miidery došlo pak k zoufalému boji, během něhož, jak víme ze samurajských legend, bojoval muž proti muži. Zpočátku měli mniši úspěch, ale když Tomomori nařídil svým mužům, aby na koních přeplavali řeku, byli nakonec poraženi.
Jorimasa se svými vojáky, pronásledován početným nepřátelským vojskem, vyhledal dočasné útočiště v chrámu Bjódóin. Když se však ukázalo, že je vše ztraceno, šel svým mužům příkladem a spáchal - jak se na samuraje slušelo - klasické seppuku. Nejprve napsal na svůj válečný vějíř báseň a poté si rozpáral břicho. Jeho synové mu odřízli hlavu, aby nepadla do rukou nepřátel. Jako velitel nepatřil Jorimasa mezi naprostou elitu. Skutečnost, že dovolil, aby byla jeho vzpoura potlačena takřka dříve, než vůbec začala, vypovídá o špatně zvolené strategii a rovněž o tom, že se příliš spoléhal na nestálé mnišské spojence. Nejčastěji bývá připomínán jeho statečný ústupový boj a příkladná sebevražda, která mu už sama o sobě zajistila místo v panteonu hrdinů, u nichž čerpaly inspiraci budoucí generace samurajů.